# Kari Skjønsberg
Kari Skjønsberg, född 19 januari 1926, död 6 januari 2003, var en norsk barnlitteraturforskare, litteraturkritiker och kvinnorättskämpe. Hon var ordförande i Norsk Kvinnesaksforening 1972–1978.
Hon blev lic.fil. 1972 med avhandlingen Kjønnsroller, miljø og sosial lagdeling i barnelitteraturen och var lektor vid Statens bibliotekhøgskole. Hon var även litteraturkritiker för tidningarne Arbeiderbladet och Verdens Gang, arbetade för NRK:s barnprogram Barnetimen och hade befattningar inom Norsk kulturråd. Hon mottog Bastianpriset 1987.
Kari Skjønsbergs pris är uppkallad efter henne.